# Sean Penn
Sean Justin Penn (født 17. august 1960 i Santa Monica, Californien) er en amerikansk skuespiller og filminstruktør. Han er mest kendt for at spille intense, ofte humorforladte og usympatiske karakterer.
Fra 1985-1989 var han gift med Madonna, og fra 1996-2010 gift med skuespillerinden Robin Wright, som han også har to børn med, Dylan Frances (født 1991) og Hopper Jack (født 1993). Penn og Wright Penn mødte hinanden under indspilningen af filmen State of Grace i 1989 og havde i flere år et stormfuldt forhold som resulterede i et etårig brud i 1995. Penn havde i mellemtiden et kort forhold til artisten Jewel. Den 27. april 1996 blev Penn og Wright gift. Han giftede sig med Leila George i august 2020. 
Sean Penn har fået flere Oscar-nomineringer for sine rolletolkninger: Dead Man Walking fra 1995, Sweet and Lowdown fra 1998 og for I Am Sam fra 2001. I 2004 lykkedes det endelig for Penn, og han vandt en Oscar for sin rolle som "Jimmy Markum" i filmen Mystic River.
Den 21. september 2007, havde hans femte film som instruktør, Into the Wild premiere, og i filmen medvirkede blandt andre de danske skuespillere Thure Lindhardt og Signe Egholm Olsen samt den amerikanske skuespiller Vince Vaughn.
Penn har ofte nævnt John Cassavetes som et stort forbillede for ham som instruktør.

## Priser og nominationer

### Academy Award
- Nomineret: Bedste Skuespiller, Dead Man Walking (1995)
- Nomineret: Bedste Skuespiller, Sweet and Lowdown (1999)
- Nomineret: Bedste Skuespiller, I Am Sam (2001)
- Vundet: Bedste Skuespiller, Mystic River (2003)
- Vundet: Bedste Skuespiller, Milk (2008)

### BAFTA Award
- Nomineret: Bedste Skuespiller, Mystic River (2004)
- Nomineret: Bedste Skuespiller, 21 Grams (2004)

### Golden Globe Award
- Nomineret: Bedste birolle – Motion Picture, Carlito's Way (1994)
- Nomineret: Bedste Skuespiller – Motion Picture Drama, Dead Man Walking (1996)
- Nomineret: Bedste Skuespiller – Motion Picture Musical/Comedy, Sweet and Lowdown (2000)
- Vundet: Bedste Skuespiller – Motion Picture Drama, Mystic River (2004)

## Filmografi
Som skuespiller:
- Little House on the Prairie (1974)
- Taps (1981)
- Fast Times at Ridgemont High (1982)
- Summerspell (1983)
- Bad Boys (1983)
- Crackers (1984)
- Racing with the Moon (1984)
- The Falcon and the Snowman (1985)
- At Close Range (1986)
- Shanghai Surprise (1986)
- Dear America: Letters Home from Vietnam (narrator) (1987)
- Cool Blue (1988) (Cameo)
- Colors (1988)
- Judgment in Berlin (1988)
- Casualties of War (1989)
- We're No Angels (1989)
- State of Grace (1990)
- Snow White Rose Red (1991) (dokumentar)
- Cruise Control (1992) (kortfilm)
- The Last Party (1993) (dokumentar)
- Carlito's Way (1993)
- Dead Man Walking (1995)
- Loved (1997)
- She's So Lovely (1997)
- U Turn (1997)
- The Game (1997)
- Hugo Pool (1997)
- Hurlyburly (1998)
- The Thin Red Line (1998)
- Being John Malkovich (1999) (Cameo)
- Sweet and Lowdown (1999)
- A Constant Forge (2000) (dokumentar)
- Up at the Villa (2000)
- Before Night Falls (2000)
- The Weight of Water (2000)
- Dogtown and Z-Boys (2001) (dokumentar) (fortæller)
- The Beaver Trilogy (2001) (dokumentar)
- Scene Smoking: Cigarettes, Cinema & the Myth of Cool (2001) (dokumentar)
- See How They Run (2001) (dokumentar)
- I Am Sam (2001)
- It's All About Love (2003)
- Mystic River (2003)
- 21 Grams (2003)
- The Assassination of Richard Nixon (2004)
- The Interpreter (2005)
- All the King's Men  (2006)
- Crossing Over (2007)
- In Search of Captain Zero (2008)
- Milk (2008)
- Fair Game (en) (2010), som diplomaten Joe Wilson (autentisk drama om Krigen i Irak)
- The Secret Life of Walter Mitty (2013)

Som instruktør:
- The Indian Runner (1991)
- The Crossing Guard (1995)
- The Pledge (2001)
- 11'9'01 September 11 (2002) (kortfilm)
- Into the Wild (2007)